# Exping
Exping 是一款由 iFREE Group (HK) Limited 开发的地图创作工具，旨在为用户提供一个集多功能、互动性和可定制性的地图创作平台。该软件提供了一系列功能，允许用户通过地图直观记录个人的旅行足迹、美食探索、户外活动等经历，进而创作出具有特定主题的电子互动地图。
Exping 自2022年3月21日上线以来，用户覆盖了130个国家，并且多次获得苹果App Store等平台的编辑推荐。

## 简介

### 灵感起源
Exping 这个产品的灵感源于创始人 Clu Soh 的习惯。他在2014至2016年间在地图上标记访问过的咖啡店，并通过社交媒体分享这些体验。这种将个人品味转化为地图标记的想法，在 2020 年疫情期间得到了进一步发展，最终形成了 Exping 的应用原型。

### 用户体验与隐私保护
Exping 注重用户体验，与传统的地理信息系统（GIS）应用相比，它通过简化操作流程来提升用户友好度。同时，Exping 强调用户隐私保护，鼓励用户在私人或可控的分享空间内分享他们的地图，而不是公开分享，以保护个人空间信息的隐私。

### 多样化应用场景
Exping 被用于多种场景，包括房产中介标记房源、连锁餐厅展示分店、慈善团体活动路线规划、情侣记录爱情故事、快闪差旅城市体验地图、建筑师旅行地图等，显示出其应用的广泛性和灵活性。

## 历史
2021年，Exping 项目由创始人Clu Soh 组建的一个五人团队正式成立，完成了0.1版本的品味社区雏形开发
2022年1月，创始人Clu Soh 决定调整产品方向，Exping 由品味社区转型为地图工具
2022年3月21日，Exping 正式上线，并在上线当周获得了 App Store 的“本周编辑推荐”荣誉。
2022年6月13日 1.1.0 版本上线路线功能，一张地图支持标记多条路线
2022年8月3日，1.2.0 版本上线数据统计功能，让创作者掌握个人地图的数据洞察
2022年9月19日，1.2.3 版本推出 Exping 简约地图风格
2022年10月1日，1.2.4 版本上线 exp+ 会员，推出多样化和进阶标记付费服务
2022年11月9日，1.2.6 版本推出 iOS 桌面小组件
2022年12月13日，1.3.0 版本上线全新的网页浏览和地图海报分享，优化了地图浏览和分享体验
2022年12月22日，1.3.1 版本上线3D地图浏览编辑视角，以立体形式编辑和浏览地图
2023年2月2日，正式上架华为、小米、Oppo、Vivo、应用宝等应用市场
2023年3月24日，1.3.5 版本上线全新的 Curation 编辑器，简化地图编辑操作流程
2023年4月，在上海举办的 Hack Engine 活动中，Exping 团队开发了 Copilot for Map 的初始版本，计划未来推向市场。
2023年5月22日，1.4.0 版本上线分组功能，以及多人协作 Alpha
2023年7月，Exping 在中国区 App Store 的“图形与设计”分类中排名第二。
2023年7月7日，1.5.0 版本上线快捷指令功能
2023年9月，Exping 在 App Store 和 Google Play 上的累计下载量达到了50万次。
2023年10月23日，Exping 网页版正式上线
2023年11月24日，1.8.0 版本推出自由绘制路线功能
2024年1月，印记功能正式下线
2024年3月1日，1.9.1 版本支持第三方数据导入
2024年4月10日，Exping 网页版0.6版本上线区域标记功能
2024年7月11日，1.9.7 版本支持全球多个国家和地区的公共交通线路规划和信息展示
2024年7月29日，1.9.8 版本上线智能规划路线功能

## 功能

### 地点标记
用户可以在地图上标记地点，并为地点添加个性化的Emoji或图片图标。

### 路线绘制
用户可以在地图上绘制路线，将多个地点连接起来。该功能支持智能规划路线、显示距离、预计时间等实用信息，以便于用户进行规划和参考。

### 地点分组
用户可以根据个人喜好和需求，按照特定的主题或场景分组标记地点。

### 区域标记
用户可以在地图上绘制各种形状的闭合区域，并即时计算其面积。

### 自定义体验标签
标记功能提供了地点类别的特定标签选项，并允许用户根据自己的需要创建自定义标签。

### 可视化评分系统
允许用户对地点进行多维度评分，并通过雷达图的形式可视化展示，以便反映地点的体验质量。评分包括交通、环境、服务、专业度、性价比等维度。

### 地图分享
用户可以将地图生成网页链接或海报，以便在社交平台上进行分享。

### 全球交通路线
该功能支持多站点的公共交通路线规划。用户可以看到换乘站点、预计时间等详细信息。

### 地图风格
用户可以根据根据个人喜好和场景需要，切换不同的地图风格。

### 社区功能
尽管创始人对Exping的定位更倾向于工具，但依然保留了社区功能，以满足用户基于共同兴趣进行交流和聚合的需求。

### 会员增值服务
Exping 提供 exp+ 会员服务，解锁更多个性化功能，如自定义地点图标、多人绘制地图等。